# Anacanthotermes vagans
Anacanthotermes vagans es una especie de termita cosechadora del género Anacanthotermes, de la familia Hodotermitidae, orden Blattodea. Fue descrita por Hagen en 1858.
Se distribuye por Asia: Afganistán, Irán, Irak, Kuwait, la región de Baluchistán y Arabia Saudita. Fue publicada en Hagen, H.A. (1858c) Monographie der Termiten. Linnaea Entomologica, 12, i-iii + 4–342 + 459 + 3 pls.